# Droga wojewódzka 430
Die Droga wojewódzka 430 (DW 430) ist eine 16 Kilometer lange Droga wojewódzka (Woiwodschaftsstraße) in der polnischen Woiwodschaft Großpolen, die Posen und Mosina verbindet. Die Strecke liegt in der kreisfreien Stadt Poznań und im Powiat Poznański.

## Streckenverlauf
Woiwodschaft Großpolen, Kreisfreie Stadt Poznań
-  Poznań (Posen) (A 2, S 5, S 11, DK 5, DK 11, DK 92, DW 184, DW 194, DW 196, DW 307, DW 433)

Woiwodschaft Großpolen, Powiat Poznański
- Luboń (Luban)
- Łęczyca (Lenczyca)
- Puszczykowo (Puszczykowo)
-  Mosina (Moschin) (DW 431)